# Novohorus incertus
Novohorus incertus är en spindeldjursart som först beskrevs av Beier 1931.  Novohorus incertus ingår i släktet Novohorus och familjen Olpiidae. Inga underarter finns listade i Catalogue of Life.